# Kirrama-Nationalpark
Der Kirrama-Nationalpark (englisch Kirrama National Park) ist ein 172 km² großer Nationalpark in Queensland, Australien. Seit 1988 ist er wegen seiner natürlichen Schönheit, der biologischen Diversität, seiner Evolutionsgeschichte und als Habitat für zahlreiche bedrohte Tierarten als UNESCO-Weltnaturerbe „Wet Tropics of Queensland“ gelistet. Der Park ist außerdem Teil der Wooroonooran Important Bird Area, in der zahlreiche endemische Vogelarten beheimatet sind.

## Lage
Der Park befindet sich in der Region North Queensland und liegt etwa 40 km nordwestlich von Cardwell und 35 km südwestlich von Tully. Er grenzt unmittelbar im Norden an den Koombooloomba-Nationalpark und im Süden an den Girramay- und den Girringun-Nationalpark. Erreichbar ist er über die Gunnawarra Road, die 4 km südlich von Mount Garnet vom Kennedy Highway abzweigt. Die 70 km lange Zufahrtsstraße sollte nur bei trockenen Bedingungen befahren werden, Allradfahrzeuge werden empfohlen.

## Flora und Fauna
Den Kirrama-Nationalpark zeichnet eine zerfurchte Berglandschaft aus, die von üppigen Regenwäldern und offenem Eukalyptuswald bewachsen ist. Der Wanderweg bei Society Flat, einst das Zentrum einer florierenden Holzindustrie, ist der einzige zugängliche Bereich des Parks. Hier finden sich prächtige Kauris und Rose Gums, die vom Holzeinschlag verschont geblieben sind, da dieser Bereich bereits in den 1950er Jahren als Beauty Spot ausgewiesen wurde. Daneben bieten auch Myrtenheiden und nördliche Seideneichen einer Vielzahl von verschiedenen Tieren Unterschlupf. Im Park leben verschiedene Arten von Ringbeutlern, Possums, Honigfressern, Helmkasuaren, Papageien und Moschusrattenkängurus.